# Ferrari F60 America
Ferrari F60 America – samochód sportowy klasy wyższej wyprodukowany pod włoską marką Ferrari w 2014 roku.

## Historia i opis modelu
W październiku 2014 roku Ferrari przedstawiło kolejny model zbudowany w charakterze specjalnego modelu na jubileuszową okazję. 2-drzwiowy roadster F60 America powstał w celu uczczenia 60-lecia obecności Ferrari na rynku amerykańskim, jako bazę obierając coupe F12berlinetta. W stosunku do pierwowzoru samochód przeszedł obszerne różnice wizualne wykraczające nie tylko poza brak stałego dachu.
Limitowany roadster zyskał przeprojektowane reflektory, powiększone boczne wloty powietrza, większa atrapa chłodnicy i pałąki bezpieczeństwa za zagłówkami. Producent zamontował także obszerny dyfuzor, a bezpośrednią inspiracją stylistyczną było Ferrari 275 GTS4 NART Spider z 1967 roku. Brezentowy, zdejmowany dach pozwala na jazdę do 130 km/h - powyżej tej prędkości konieczne jest jego zdjęcie.
F60 America napędza ten sam, co w bazowym F12berlinetta 6,2 litrowy silnik typu V12 o mocy 740 KM. Pozwala on rozpędzić się do 100 km/h w 3,1 sekundy, maksymalnie osiągając prędkość 300 km/h i przenosząc moc na tylną oś przy pomocy 7-biegowej, dwusprzęgłowej automatycznej skrzyni biegów.

### Sprzedaż
Ferrari F60 America został zbudowany jako model ściśle limitowany. Producent przewidział wyprodukowanie łącznie 10 egzemplarzy, z czego cena każdego z nich wyniosła 2,5 miliona dolarów, a cała pula została wyprzedana w momencie premiery. Co więcej, Ferrari przewidziało różne malowanie nadwozia dla każdego z egzemplarzy - w czasie gdy pierwszy egzemplarz zyskał niebieskie malowanie z białymi akcentami, wyprodukowano też m.in. model w całości żółtym malowaniu z akcentami czarnymi.

### Silnik
- V12 6.2l 730 KM